# Visual evoked potential
VEP (visual evoked potential) är en metod för att undersöka synnervens funktion. VEP används för att diagnostisera synförlust hos patienter som ej kan kommunicera, som spädbarn. Metoden används även för djur.
Patientens synfält utsätts för visuellt stimuli, som till exempel blinkande ljus eller ett schackmönster på en videoskärm som upprepat inverteras. Patientens EEG studeras under tiden. Om det inte sker någon förändring i EEG, så har hjärnan inte mottagit någon signal från ögonen. Kan ingå i ett led för diagnosticering av multipel skleros. Metoden kan även användas för att diagnostisera sjukdomar som försenar signalen från ögat till hjärnan. Metoden används även i forskningssyfte för att undersöka synens grundläggande funktioner.